# Pàtria Nova
|  | Pel que fa al periòdic nacionalista reusenc vegeu Pàtria Nova: periòdic nacionalista |

Pàtria Nova fou una revista valencianista dirigida per Marià Ferrandis i Agulló que es publicà a València del 6 de març al 7 d'agost de 1915. La seua finalitat era agrupar al voltant de la qüestió nacional els diversos sectors del valencianisme, superant les divisions polítiques internes. En una segona etapa, del 24 de març a 15 de setembre de 1923 es convertí en portaveu de nuclis valencianistes catalanitzants i republicans fins que fou clausurada per Miguel Primo de Rivera. Hi col·laboraren Vicent Tomàs i Martí, Adolf Pizcueta i Alonso i Francesc Almela i Vives.